# صفائية (بياض)
صفائیة (بالفارسية: صفائیه) هي منطقة سكنية تقع في إيران في قسم بیاض الريفي.